# Федерация дзюдо Украины
Федерация дзюдо Украины (ФДУ) основана в 1991 г., является Всеукраинской общественной организацией, созданной с целью дальнейшего развития, популяризации и пропаганды дзюдо.

## История
В 1993 году Федерация дзюдо Украины была официально признана членом Европейского союза дзюдо (European Judo Union) как самостоятельная организация. С этого времени началась её активная международная деятельность, а именно с чемпионата Европы в Афинах, а затем чемпионата мира в Гамильтоне (Канада) в том же году.
В последующие годы украинские спортсмены становились призёрами чемпионатов мира и Европы, а первым значительным достижением украинского дзюдо стало завоевание Русланом Машуренко бронзовой олимпийской медали в 2000 г. в Сиднее (Австралия).
За время независимости Украины отечественную школу дзюдо прославили такие выдающиеся мастера, как серебряный призёр Олимпийских игр в Афинах-2004 и бронзовый призёр Олимпийских игр в Пекине-2008 Роман Гонтюк, бронзовый призёр Чемпионата мира Татьяна Беляева, трехкратный чемпион Европы Валентин Греков, серебряный призёр Чемпионата мира и многократный призёр Чемпионатов Европы Марина Прищепа, двукратный чемпион Европы и бронзовый призёр Чемпионата мира Геннадий Белодед, чемпионка Европы Марина Прокофьева, бронзовый призёр Чемпионата мира Евгений Сотников, четырёхкратный бронзовый призёр Чемпионатов Европы Анастасия Матросова, серебряный призёр Чемпионата мира и бронзовый призёр Чемпионата Европы Муса Настуев, серебряный призёр Чемпионата мира Виталий Бубон, двукратный бронзовый призёр Чемпионатов Европы Илья Чимчиури, серебряный призёр Чемпионата Европы Руслан Мирзалиев и чемпион Европы Ренат Мирзалиев, двукратный бронзовый призер Чемпионатов мира Яков Хаммо, чемпион Европы Богдан Ядов.
Первым украинским чемпионом мира по дзюдо в 2009 году стал Георгий Зантарая, кроме этого Георгий трижды выигрывал континентальное первенство.
Историческое золото выиграла на континентальном первенстве среди команд в 2011 году в турецком Стамбуле мужская сборная Украины, впервые в истории ставшая Чемпионом Европы. В финале украинские борцы выиграли у 17-кратных Чемпионов Европы Франции. Обладателями золотых наград стали Георгий Зантарая, Сергей Дребот, Сергей Плиев, Владимир Сорока, Артем Василенко, Виктор Савинов, Валентин Греков, Роман Гонтюк, Артем Блошенко и Станислав Бондаренко.
Самой молодой в истории чемпионкой мира по дзюдо является украинка Дарья Белодед. На чемпионате мира в Баку в 2018 году 17-летняя украинка завоевала золотую награду, победив в финале японку Фуну Тонако. Через год на чемпионате мира в Токио украинка повторила свой успех, получив золотую медаль в весовой категории до 48 килограмм. Кроме того Дария является двукратной чемпионкой Европы (Варшава-2017, Минск-2019) и серебряным призером чемпионата Европы (Лиссабон-2021). На Олимпийских играх-2020 в Токио, которые состоялись летом 2021 года, Дарья выиграла бронзовую награду. Это первая олимпийская медаль в истории украинского женского дзюдо.
В 2005 году в Киеве проведен чемпионат Европы среди молодежи U-23. В 2011 году украинская столица приняла чемпионат мира по дзюдо среди кадетов U17.

## Руководство
Президент Федерации дзюдо Украины — Кошляк Михаил Анатольевич.
Руководящим органом Федерации является Конференция. В период между конференциями, руководящим органом является Президиум Федерации. Рабочим органом Федерации является исполнительный комитет.
Президиум Федерации дзюдо Украины является постоянно действующим органом, который осуществляет управление текущей деятельностью Федерации и подотчетен Конференции ФДУ.

### Члены президиума
- Президент ФДУ — Михаил Кошляк
- Первый вице-президент — Василий Волошин
- Вице-президент — Сергей Колесниченко
- Вице-президент — Александр Нагибин
- Вице-президент — Михаил Руденко
- Исполнительный секретарь — Наталья Редкина
- Главный тренер сборной Украины — Виталий Дуброва
- Исполнительный директор ФДУ — Инна Скороходова

### Президенты
- 1991—1995 — Владимир Барабаш
- 1995—1998 — Вадим Павленко
- 1998—2006 — Леонид Деркач
- 2006—2013 — Владимир Сивкович
- 2013—2017 — Нурулислам Аркаллаев
- 2017—2020 — Роман Насиров
- С 2020 — Михаил Кошляк